# Frederick Franck
Frederick Sigfred Franck, geboren als Siegfried Frank (Sint Pieter, Maastricht, 12 april 1909 – Warwick NY, 5 juni 2006) was een Amerikaanse schilder, beeldhouwer en auteur van Nederlandse oorsprong.  

## Biografie

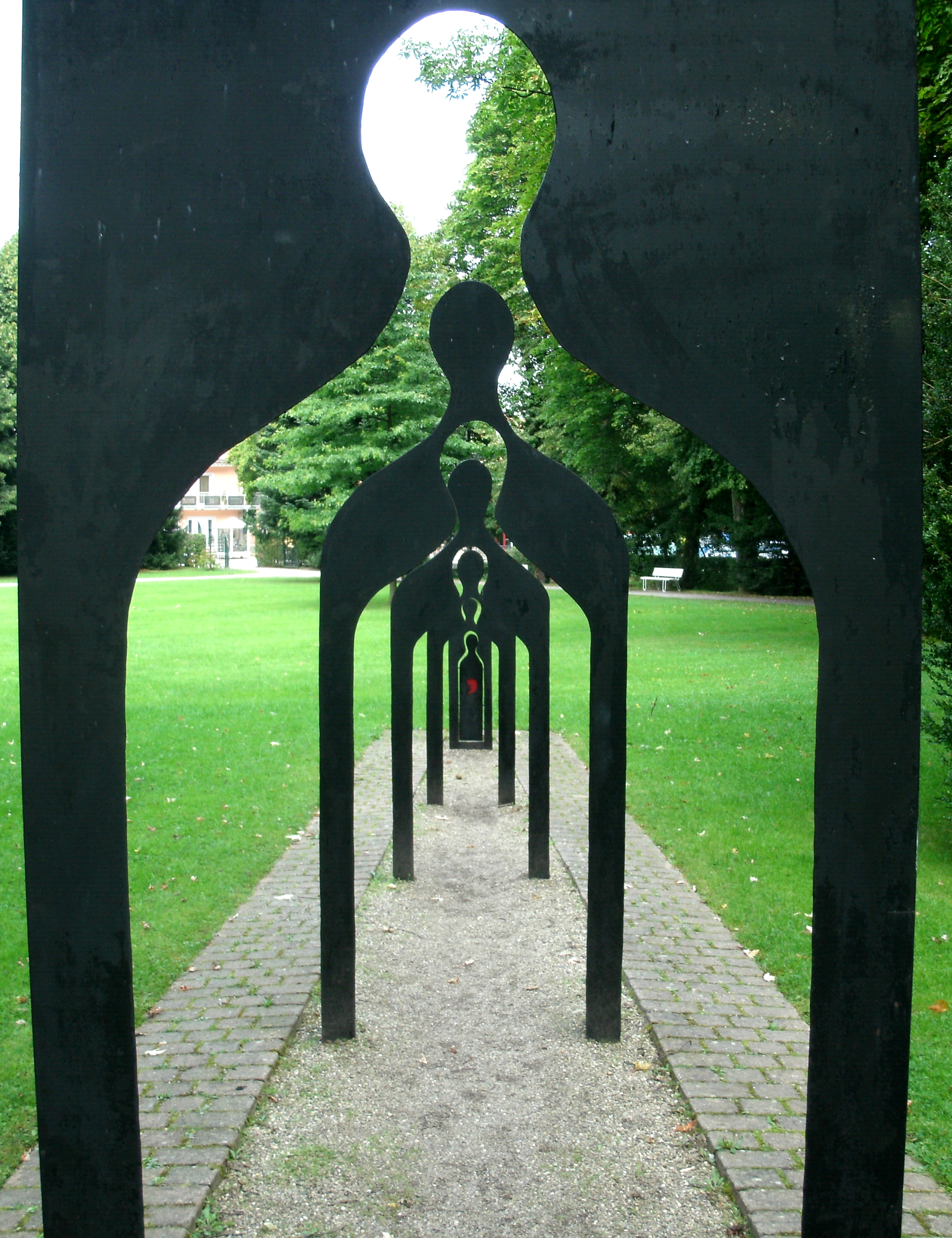
Seven Generations (Bad Herrenalb)

Franck werd geboren in een gemengd Joods gezin. Hij behaalde in 1926 zijn diploma aan de Gemeentelijke HBS in Maastricht. Hij studeerde medicijnen en tandheelkunde en, vanaf zijn dertigste jaar, beeldende kunst. Franck verdiepte zich in het Boeddhisme en andere religieuze stromingen.  
In 1939 vertrok hij met vrouw en kind naar de Verenigde Staten. Hij werd Amerikaans staatsburger. 
Van 1958 tot 1961 was hij verbonden aan het hospitaal van Albert Schweitzer in Lambarene. 
Na het lezen van de openingsspeech van paus Johannes XXIII in 1962 besloot hij direct naar Rome te gaan, waar hij als enige kunstenaar toestemming kreeg om bij alle vier sessies van het Tweede Vaticaans Concilie tekeningen van personen en situaties te maken. De paus schonk hem een medaille om zijn waardering tot uitdrukking te brengen. Franck ging een laatste maal naar Rome om Johannes XXIII op zijn sterfbed te tekenen.
Vanaf de late jaren zestig woonde hij vlakbij New York waar hij, samen met zijn vrouw Claske, de ruïne van een achttiende-eeuwse watermolen restaureerde en er onder de naam Pacem in Terris een ‘trans-religieuze oase van innerlijkheid’ vestigde. Deze oase met zijn tuinen en beelden van Franck, is toegewijd aan Paus Johannes XXIII, Albert Schweitzer, en de Japanse Boeddhist Daisetz T. Suzuki. Hij heeft zich op dat moment ontwikkeld tot een homo universalis. Een veelzijdig intellectuele en spirituele, op het Zenboeddhisme geïnspireerde kunstenaar (tekeningen, schilderijen, sculpturen en boeken), met een uitgesproken universele visie op wat het betekent mens te zijn.
Hij is auteur van tal van boeken over zenboeddhisme en tekenen. Over zijn zienswijze op het maken van tekeningen schreef hij zijn bestseller ‘Zen Zien, Zen Tekenen’ (1993). Zijn levensmotto was: The meaning of life is to see.
Tekeningen van Franck zijn in de vaste collectie van meer dan twintig musea over de hele wereld opgenomen, o.a. in het Museum of Modern Art en het Tokyo National Museum. Zijn fysieke en intellectueel/spirituele nalatenschap wordt in het museum Pacem in Terris beheerd door zijn zoon Lukas.

## Eerbetoon
In 1963 ontving hij een eredoctoraat in Schone Kunsten van de Universiteit van Pittsburgh. Hij ontving een tweede eredoctoraat in 1994 (Mount Saint Mary College in Newburgh). In 1994 werd hij door koningin Beatrix benoemd tot officier in de Orde van Oranje-Nassau.

## Publicaties
- Frederick Franck, Frans Haarsma, Watching the Vatican: perceptions of Frederick Franck (Nijmegen 1999).
- Frederick Franck: drawings from the ecumenical council. Tentoonstellingscatalogus, 1963.
- Lodewijk Winkeler, Jos Kersbergen, Frederick Franck, Het Tweede Vaticaans Concilie door de ogen van Frederick Franck, 1962-1965 (Nijmegen, 2012). Catalogus bij de tentoonstelling 26 januari t/m 30 april 2012, De Verdieping, Universiteitsbibliotheek.  Radboud Universiteit Nijmegen.
- Frederick Franck, S. Cuneen, De herschapen icoon. Transreligieuze kunst (Amsterdam, 2006)

## Externe bronnen
- Uitvoerige informatie over Franck, diens leven en werk is te vinden op: http://www.frederickfranck.org
- Het Katholiek Documentatie Centrum in Nijmegen beheert ongeveer 200 tekeningen van deelnemers aan het tweede Vaticaans Concilie, waaronder paus Johannes XXIII, kardinalen en bisschoppen.

- Bibsys: 98046705
- Bibliothèque nationale de France: cb12186615d (data)
- Biografisch Portaal: 88887614
- Digitale Bibliotheek voor de Nederlandse Letteren: fran139
- Gemeinsame Normdatei: 119207176
- International Standard Name Identifier: 0000 0000 8177 6986
- Library of Congress Control Number: n79064951
- Nationale Bibliotheek van Tsjechië: mub20181006299
- Nationale Bibliotheek van Israël: 987007576673405171
- Nederlandse Thesaurus van Auteursnamen: 069550603
- RKD-Nederlands Instituut voor Kunstgeschiedenis: 28977
- SNAC: w6kw822t
- Système universitaire de documentation: 030455227
- Union List of Artist Names: 500125208
- Virtual International Authority File: 111278883
- WorldCat: E39PBJhhtQwvvXFQFfRvRcdvpP